# تشاه خرغ (شميل)
تشاه خرغ (بالفارسية: چاه خرگ) هي قرية تقع في إيران في قسم شمیل الريفي. يقدر عدد سكانها بـ 467 نسمة بحسب إحصاء 2016.